# Закавказская эйзения
Закавказская эйзения (лат. Eisenia transcaucasica) — малощетинковый кольчатый червь из семейства люмбрицидовых. Включен в Красную книгу РФ c категорией «1 — Находящиеся под угрозой исчезновения». Включен в Красную книгу Краснодарского края.
Длина тела составляет 5—6 см, ширина — 0,5 см. Данный вид имеет цилиндрическую форму тела. За пояском эта форма слегка уплощенная. Пигментация отсутствует. Окраска тела — белесовато-серая.
Проживает лишь в одном определенном районе мира — на Кавказе. В России обитает только на юго-востоке Краснодарского края. Был обнаружен в окрестностях Красной Поляны и в ущелье реки Ачипсе.
Во всех участках ареала встречается единично. Специального слежения за динамикой численности национальной популяции не проводилось. Происходит прямое уничтожение мест обитания в результате застройки.